# Túnel de Sozina
El Túnel de Sozina (en montenegrino: Тунел Созина) es un túnel vehicular en Montenegro y es una parte de la ruta europea E65.

## Descripción
Se encuentra al norte de la ciudad de Sutomore y está diseñado para evitar la cordillera "Paštrovska Gora", que separa la costa montenegrina de la llanura Zeta y la cuenca del lago Skadar. El túnel de carretera "Sozina" mide 4189 m de longitud y es el túnel vehicular más largo y más moderno de Montenegro. Sin embargo, éste no es el túnel más largo de Montenegro, ya que túnel del tren Sozina tiene 6 km de longitud.
Fue inaugurado el 13 de julio de 2005, día nacional de Montenegro. Fue construido con un costo de 70 millones de euros. Desde el 15 de julio de 2005, el peaje se aplica en la entrada del túnel. A día de hoy, este túnel de peaje es una de las dos partes de la red de carreteras de Montenegro donde se pide peaje.